# ایتاسارت
ایتاسارِت (به فنلاندی: Itäsaaret) یک منطقهٔ مسکونی در فنلاند است که در هلسینکی واقع شده‌است.